# Pepsin

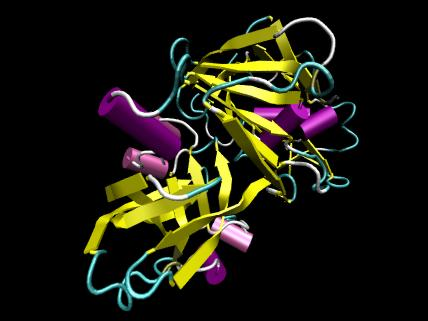
Pepsin

Pepsin je trávicí enzym, který vzniká v žaludku většiny obratlovců. Rozkládá bílkoviny potravy na albumózy a peptony (směs různých peptidů o nízké molekulové hmotnosti).
Pepsin se řadí k hydrolázám, konkrétně k proteázám. Vzniká v buňkách žaludeční sliznice jako proenzym pepsinogen. Ten je v žaludku aktivován působením dříve vzniklých molekul pepsinu (jde o tzv. autokatalýzu). Aktivita pepsinu je nejvyšší v silně kyselém prostředí (pH 1,5 – 3,5) – proto je v žaludku přítomna kyselina chlorovodíková.